# Alaksandr Miatlicki
Alaksandr Miatlicki (biał. Аляксандр Мятліцкі, ros. Александр Метлицкий, Aleksandr Mietlicki; ur. 22 kwietnia 1964 w Mińsku) – białoruski piłkarz, grający na pozycji obrońcy, reprezentant Białorusi.

## Nagrody i odznaczenia
Od 1987 posiada tytuł Mistrza Sportu ZSRR.
Uznany za najlepszego piłkarza Białorusi w 1990.